# Прекогниция
В парапсихологията прекогниция (на латински: præ-, „преди“ и cognitio, „придобиване на знание“), също наричана поглед в/към бъдещето, и второ зрение, е вид екстрасензорна перцепция, която включва придобиването или ефектът на бъдеща информация, която не може да бъде логически заключена от предишно налична или нормално придобивана чрез сетивата информация.
Съществуването на прекогниция, както и други форми на екстрасензорно възприятие не се приема от мейнстрийм научната общност.
Научното изследване на прекогницията като вид екстрасензорно възприятие е затруднена от дефиницията, която имплицитно съдържа идеята за феномена, която е срещу установените принципи на науката  или по-специфично това е идеята, че прекогницията трябва да наруши принципа, че ефектът не може да възникне преди причината му.  Така че според науката има установение когнитивни склонности, които засягат човешката памет и съждение за вероятност, които създават убеждението, но все пак грешното впечатление за прекогниция .

## Научно гледище
Ранно разглеждане на темата имаме от Аристотел в неговота книга За пророкуването чрез сънища. Той казва, че „този, който изпраща подобни сънища трябва да бъде бог“, както и че „фактът, че тези, на които ги праща не са най-добрите или най-умните, но просто обикновени хора.“, за това според него „Повечето [така наречени пророчески] сънища, трябва по-скоро да бъдат класифицирани като съвпадения...“ .
В съвременната наука:
Физика
Според физиката прекогницията нарушава закона за каузалността на явленията – едно явление не може да бъде наблюдавано преди неговото събитие.
Психология
Психологията понякога обяснява прекогницията като подсъзнателно възприятие, тоест правене на заключения чрез несъзнавано учене.
Психиатрия
Според психиатрията това е халюцинация.